# Tōkai, Ibaraki
Tōkai (東海村 Tōkai-mura) là làng thuộc huyện Naka, tỉnh Ibaraki, Nhật Bản. Tính đến ngày 1 tháng 10 năm 2020, dân số ước tính của làng là 37.891 và mật độ dân số là 1.000 người/km2. Tổng diện tích của làng là 38 km2.

## Địa lý

### Đô thị lân cận
- Ibaraki
  - Hitachi
  - Naka
  - Hitachinaka

## Giao thông

### Đường sắt
JR East – Tuyến Jōban
- Tōkai

### Cao tốc/Xa lộ
- Jōban Expressway – Nút giao Tōkai
- Quốc lộ 6
- Quốc lộ 245

### Cảng biển
- Cảng Ibaraki